# Chó Alano Español
Chó Alano Español, đôi khi được gọi là chó Bulldog Tây Ban Nha (mặc dù dịch chính xác sẽ là chó Alaunt Tây Ban Nha), là một giống chó lớn của loại chó Molosser, có nguồn gốc ở Tây Ban Nha. Loài chó này nổi tiếng với việc sử dụng nó để nhử mồi trong các trận đấu bò Tây Ban Nha trước đây.

## Ngoại hình
Chó Alano Español là một loài chó rất lớn của chó Molosser, với một cái đầu to, mạnh mẽ. Con đực có chiều cao tới vai tối thiểu 58 cm (23 in), và cân nặng cỡ 34–40 kg (75-88 lb). Con cái có các thông số hơi nhỏ hơn.
Loài chó này có bộ lông ngắn và dày nhưng không bao giờ mượt mà, và thường có màu kết hợp của nhiều màu khác nhau; leonardo (màu nâu vàng), đen và nâu. Ngực thường có màu trắng trộn với các màu khác nhưng màu trắng hoàn toàn thì không có. Khuôn mặt có thể có hoặc không có lớp da đen trên mặt.
Loài chó này có mõm ngắn với hàm dưới hơi lõm, và có một cái mũi to, rộng, màu đen. Tai được đặt cao và có thể cụp hoặc cắt ngắn. Da rất dày, với nếp gấp cổ và một số nếp nhăn trên mặt.
Mặc dù đôi khi nó được gọi là Bulldog Tây Ban Nha, chó Alano không phải là chó bulldog: nó không bao giờ có một mõm phẳng hoặc có hàm thực sự dài. Tỷ lệ hộp sọ-mặt thường là 65:35, có nghĩa là loài chó này có mõm dài hơn đáng kể so với chó Boxer.

## Lịch sử
Tên của giống chó này xuất phát từ bộ lạc người Alani của Iran, những người du mục chăn nuôi đến Tây Ban Nha như là một phần của giai đoạn di cư vào thế kỷ thứ 5. Những người này thường nuôi những con chó bảo vệ gia súc lớn và những con chó săn đã trở thành cơ sở cho nhiều loại chó Alaunt trong khu vực. Tài liệu tham khảo chính thức đầu tiên về giống ở Tây Ban Nha nằm trong một chương của cuốn sách "Hướng dẫn đi săn của Alfonso XI" thế kỷ 14 (Libro de la Montería de Alfonso XI), trong đó chó săn gọi là chó Alani được mô tả là có màu sắc đẹp.
Chó loài này đã đi cùng với những người thám hiểm Tây Ban Nha và được sử dụng làm chó chiến tranh (như vai trò của chúng trong Eurasia trước khi di cư) trong việc chinh phục người da đỏ (người Mỹ bản địa), cũng như trong việc bắt giữ nô lệ.
Việc sử dụng những con chó này trong các cuộc đấu bò đã được Francisco de Goya ghi lại trong loạt tranh La Tauromaquia năm 1816. Ngoài ra chó Alano Español còn được dùng trong các cuộc đi săn lợn rừng.